# Pierre de La Rue
Pierre de La Rue (Cortrique (Kortrijk) 1452-20 de noviembre de 1518), también llamado Piercho de Vico o Petrus Platensis, fue un compositor y cantor franco-flamenco del Renacimiento. Un miembro de la misma generación que Josquin des Prés, y mucho tiempo asociado a la capilla musical de los Habsburgo, se sitúa entre el grupo de compositores formado por Agricola, Brumel, Compère, Isaac, Obrecht y Weerbeke como uno de los más famosos e influyentes compositores de la polifonía de los Países Bajos en las décadas próximas al año 1500.

## Biografía
La Rue nació probablemente en Tournai en la actual Bélgica y es probable que se educara en la catedral de Notre-Dame de Tournai, lugar con un dinámico ambiente musical. Pudo haber sido hijo de Jean de la Rue, un maestro enlumineur de la torre de Tournai.
Aunque no quedan muchos recuerdos de su infancia, un Peter van der Straten (el equivalente flamenco de su nombre) se menciona en los archivos de la catedral de Sta. Gúdula en Bruselas en 1469-1470, como un cantor adulto tenor; se considera que muy probablemente podría ser él. En 1471 irá a Gante (región de Flandes) al Jacobskerk como cantor a tiempo parcial, pagado por los fondos para «gastos varios» de la catedral, lo que sugiere que fue contratado para actuaciones extraordinarias. Posteriormente será contratado en Nieuwpoort (municipio belga) en 1472, en la iglesia de Onze-Lieve-Vrouw, posiblemente al principio con carácter temporal, pero a finales de año las autoridades eclesiásticas lo emplearon de forma permanente. No figura en el libro de cuentas a partir de 1477/78.
En la década de 1480 no hay datos claros, si bien existe un documento que indica que trabajó en un lugar llamado St. Ode (sin que la fecha ni el lugar sean conocidos), y también estuvo posiblemente en la catedral de Cambrai. Algunos biógrafos sitúan a de la Rue en Siena, Italia, entre 1483 y 1485; sin embargo, parece claro que el de la Rue de los documentos fue un cantante diferente. Pierre de La Rue nunca se fue probablemente a Italia, con lo que sería uno de los pocos compositores franco-flamencos de su generación que nunca viajaron allí.
En 1489 fue contratado otra vez como Peter van der Straten, y el documento indica que procedía de Colonia, así que es evidente que había pasado algún tiempo en Alemania como un cantante tenor. Permanecerá en la Cofradía de Hertogenbosch hasta 1492, de la cual fue miembro y entrará a formar parte de la Grande Chapelle del emperador del Sacro Imperio, Maximiliano. Permanecerá al servicio de los Habsburgo y de la Grand Chapelle el resto de su vida.